# Famille de Bougrenet de La Tocnaye
La famille de Bougrenet de La Tocnaye est une famille subsistante de la noblesse française originaire de Nantes.

## Histoire
La famille de Bougrenet de La Tocnaye est de noblesse d'ancienne extraction. Elle a été maintenue noble en 1669.
Elle est membre de l'Association d'entraide de la noblesse française depuis le 18 décembre 1948.

## Personnalités

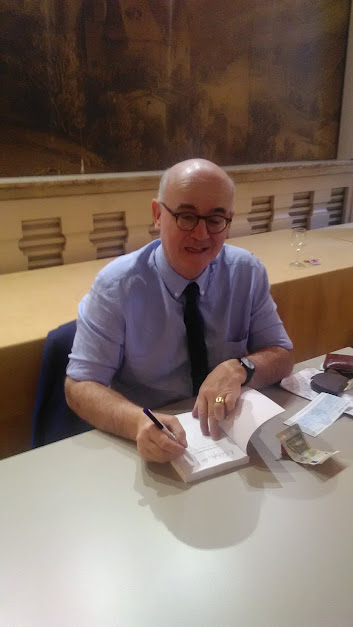
Thibaut de la Tocnaye

- Jacques-Louis de Bougrenet de La Tocnaye (1767-1823), voyageur et écrivain ;
- Henri Marie Anne de Bougrenet de la Tocnaye (1850-1920), officier de la Légion d'honneur, sous-lieutenant militaire de 1ère classe du cadre auxiliaire au gouvernement militaire de Paris[3].
- Alain de Bougrenet de La Tocnaye (1926-2009), militant politique, il fut l'un des auteurs de l'attentat du Petit-Clamart en 1962 ;
- Thibaut de Bougrenet de La Tocnaye (1958), fils du précédent, conseiller municipal puis conseiller régional membre du Rassemblement national.

## Armoiries
Les armes de la famille de Bougrenet de La Tocnaye se blasonnent ainsi : d'or au lion de gueules semé de mascles d'or.[réf. nécessaire]